# Yuri Kudinov
Yuri Kudinov (Rusia, 27 de febrero de 1979) es un nadador ruso retirado especializado en pruebas de larga distancia en aguas abiertas, donde consiguió ser campeón mundial en 2001 en los 25 km en aguas abiertas.

## Carrera deportiva
- En el Campeonato Mundial de Natación de 2001 celebrado en Fukuoka (Japón), ganó la medalla de oro en los 25 km en aguas abiertas, con un tiempo de 5:25:32 segundos, por delante de los nadadores franceses Stéphane Gómez  (plata con 5:26:00 segundos) y Stéphane Lecat  (bronce con 5:26:36 segundos).

- Al año siguiente, en el Campeonato Mundial de Natación en Aguas Abiertas de 2002 celebrado en la ciudad egipcia de Sharm el-Sheij volvió a ganar la medalla de oro en los 25 kilómetros, con un tiempo de 5:39:14 segundos, por delante de su compatriota Anton Sanachev y del argentino Gabriel Chaillou (bronce con 5:51:16 segundos).

- Y dos años después, en el Campeonato Mundial de Natación en Aguas Abiertas de 2004 celebrado en Dubái ganó la plata en los 25 kilómetros aguas abiertas, con un tiempo de 5:07:05 segundos, tras el australiano Brendan Capell.